# Братья Кук
Энтони Кук (англ. Anthony Cook; род. 9 марта 1949, Мобил, Алабама) и Натаниэль Кук (англ. Nathaniel Cook; род. 25 октября 1958, там же) — американские серийные убийцы, родные братья, совершившие серию из 9 убийств, сопряжённых с изнасилованиями, в окрестностях города Толидо (штат Огайо) в период с 1973 по 1981 год, исходя из расистских побуждений. Все жертвы являлись белыми. Причастность братьев к совершению убийств была доказана только в конце 1990-х годов на основании ДНК-тестирования, после чего оба брата были осуждены и приговорены к длительным срокам лишения свободы.

## Ранние годы
О ранних годах жизни братьев Кук известно мало. Известно, что братья родились в городе Мобил (штат Алабама). Кроме них, в семье было ещё семеро детей, вследствие чего семья испытывала материальные трудности. После переезда семьи в штат Огайо отец братьев ушёл из семьи. В Толидо семья была вынуждена жить в городском районе, населённом цветными меньшинствами и прочими деклассированными элементами имеющими низкий социальный статус и уровень образования, благодаря чему братья росли в социально-неблагополучной обстановке и подвергались политике сегрегации.
После того, как старший брат Энтони и Натаниэля — Хейс Кук был осуждён в середине 1960-х за изнасилование, Энтони начал вести маргинальный образ жизни. Он рано бросил школу, стал больше времени проводить на улице и общаться с представителями криминальной субкультуры. В 1974 году Энтони Кук был арестован и осуждён по обвинению в ограблении, последующие несколько лет проведя в тюрьме. После освобождения Энтони Кук заявил, что подвергался моральному давлению и физическим нападкам охранников тюрьмы и других заключённых, имевших белый цвет кожи, после чего стал проявлять признаки расовой ненависти по отношению к белому населению города.
Натаниэль Кук не имел проблем с законом, не злоупотреблял алкоголем и наркотическими веществами, работал водителем с высокой оплатой труда. После освобождения из тюрьмы в 1979 году Энтони Кук вернулся в Толидо и стал больше времени проводить с Натаниэлем. Обладая тяжелой совокупностью социально-психологических свойств и качеств, он негативно повлиял на психоэмоциональное состояние брата, после чего в окрестностях города произошла серия убийств.

## Серия убийств
Серия убийств началась в мае 1980 года, когда братья совершили нападение на 24-летнего Томаса Гордона и его 18-летнюю девушку в северной части Толидо. Братья, угрожая оружием, захватили контроль над автомобилем и, удерживая пару в качестве заложников, увезли их в лесистую местность округа Лукас, где застрелили Гордона и изнасиловали его девушку, после чего нанесли ей ножевое ранение и скрылись с места преступления. Девушка выжила. 3 января 1981 года братья подобрали 19-летнюю автостопщицу Конни Сью Томпсон. Братья снова отвезли девушку в округ Лукас, где изнасиловали и впоследствии зарезали её. Тело жертвы преступники сбросили с моста в ручей, где оно было обнаружено 17 января.
В феврале того же года Энтони Кук, возвращаясь с работы, заманил в свой автомобиль 12-летнюю Доун Бэкс. Вскоре к ним присоединился Натаниэль, после чего преступники отвезли жертву к зданию заброшенного театра, где следующие несколько часов насиловали и пытали в целях получения патологического удовольствия, после чего нанесли ей несколько ударов кирпичным блоком по голове, от которых Доун скончалась. 27 марта 1981 года Энтони Кук совершил нападение на 21-летнего Скота Молтона и 21-летнюю Дениз Стойковски возле супермаркета, находящегося в центре города. Преступник отвёз заложников за пределы города, где застрелил их, предварительно подвергнув девушку сексуальному насилию. Это преступление Энтони Кук совершил без участия брата.
2 августа 1981 года Энтони Кук, снова действуя в одиночку, совершил нападение на 21-летнего Дэрила Коула и его девушку — 21-летнюю Стейси Балонек. После изнасилования девушки Кук избил молодых людей бейсбольной битой, найденной в салоне автомобиля Коула, нанеся им тяжелые черепно-мозговые травмы, от которых они скончались, после чего спрятал тела в багажнике автомобиля. В сентябре того же года Энтони Кук совершил преступление в фешенебельном районе города всего в двух кварталах от полицейского участка. Рано утром Кук, угрожая оружием, совершил ограбление пассажиров припаркованного фургона, которыми оказались  21-летний Тодд Сэбо и 20-летняя Лиза Савицки, после чего связал своих жертв и попытался изнасиловать девушку. В ходе попытки изнасилования Тодду Сэбо удалось освободиться от пут и вступить в борьбу с преступником, в ходе которой Энтони Кук был избит и потерял оружие. Лиза Савицки вызвала полицию и обратилась за помощью к своему отцу Питеру Савицки, известному в Толидо предпринимателю. Савицки и Сэбо в ожидании приезда сотрудников правоохранительных органов попытались совершить самосуд над Энтони Куком, но преступник оказал ожесточённое сопротивление, в ходе которого вернул себе оружие, застрелил Питера Савицки и тяжело ранил Тодда Сэбо, после чего скрылся.
На месте преступления полицией были найдены отпечатки пальцев Кука и он был объявлен в розыск. Убийца не соблюдал политику конфиденциальности, благодаря чему о его местонахождении вскоре были проинформированы уличные осведомители, на основании данных которых Энтони Кук был найден и арестован 14 октября 1981 года.

## Разоблачение
Улик, изобличающих Энтони Кука в совершении других убийств, найдено не было, вследствие чего в 1982 году Энтони Кук был осуждён только по обвинению в убийстве Питера Савицки. Он был приговорён к пожизненному лишению свободы. Натаниэль Кук после осуждения брата завершил свою криминальную деятельность и в последующие годы подвергался аресту лишь за незначительные правонарушения. В середине 1990-х во время одного из арестов у Натаниэля был взят образец крови. Так как во время совершения преступлений братья оставили свои биологические следы, в 1998 году было проведено ДНК-тестирование образцов биологических следов, которое показало соответствие профилей Энтони и Натаниэля Кука с профилями убийц, на основании чего 14 февраля Натаниэль Кук был арестован и ему были предъявлены обвинения в убийстве Томаса Гордона и в совершении посягательства на жизнь его девушки.
В 2000 году братья заключили сделку с правосудием, они признали себя виновными в совершении убийства Томаса Гордона и детально описали совершение других убийств в обмен на то, что эти эпизоды не будут инкриминированы против них в суде. В конечном счёте Натаниэль Кук признал себя виновным в убийстве Томаса Гордона и соучастии в убийстве Доун Бэкс и Конни Томпосон. Энтони Кук признал себя виновным в совершении 8 убийств, а также признался в убийстве 22-летней Викки Смол, совершённом 20 декабря 1973 года, в убийстве которой он никогда не подозревался следствием. На основании сделки с правосудием Энтони Кук в апреле 2000 года был приговорён ко второму пожизненному заключению, его брат Натаниэль получил наказание в виде 75 лет лишения свободы с правом подачи ходатайства на условно-досрочное освобождение по отбытии 20 лет заключения.

## В заключении
Проведя в заключении 34 года, Энтони Кук в 2015 году подал ходатайство на условно-досрочное освобождение, но ему было отказано и запрещено подавать подобные ходатайства до 2025 года. Натаниэль Кук, отбыв в заключении 20 лет, на основании сделки с правосудием, в марте 2018 года также подал ходатайство на условно-досрочное освобождение. Несмотря на протесты родственников жертв, суд, учитывая условия соглашения о признании вины и сам факт сделки с правосудием, совершённой Натаниэлем в 2000 году, не нашёл правовых основ для предотвращения его освобождения и  удовлетворил его ходатайство.
Натаниэль Кук вышел на свободу 10 августа 2018 года, но его свобода была крайне ограничена, он был обязан продолжать участие в различных программах по реабилитации сексуальных преступников, носить GPS-браслет для контроля его перемещений, также ему было запрещено появляться в местах скопления детей. В 2019 году появилась информация, что Натаниэль проживает в 200 метрах от одной из школ города Толидо, но в ходе проведённого полицией расследования было установлено, что Кук не нарушил правил и положений, регламентирующих границы территорий, за пределами которых устанавливался запрет на проживание.
В 2025 году, отбыв в заключении 44 года, 76-летний Энтони Кук снова подал ходатайство на условно-досрочное освобождение, но ему было отказано. В очередной раз он сможет подать подобное ходатайство в 2034 году, когда ему исполнится 85 лет.